# The King of Love My Shepherd Is
The King of Love My Shepherd Is ist ein anglikanisches Kirchenlied von 1868. Die Worte stammen von dem englischen Liederdichter Henry Baker und beruhen auf Psalm 23.
Das Lied wird mit zwei verschiedenen Melodien gesungen: Dominus Regit Me von John Bacchus Dykes und der traditionellen irischen Melodie St. Columba.
Henry Bakers letzte Worte sollen aus diesem Lied stammen:
“Perverse and foolish, oft I strayed,

But yet in love He sought me,

And on His Shoulder gently laid,

And home, rejoicing, brought me.”
The King of Love My Shepherd is wurde zum Begräbnisgottesdienst von Prinzessin Diana mit der Melodie Dominus Regit Me gesungen.